# Colin Powell

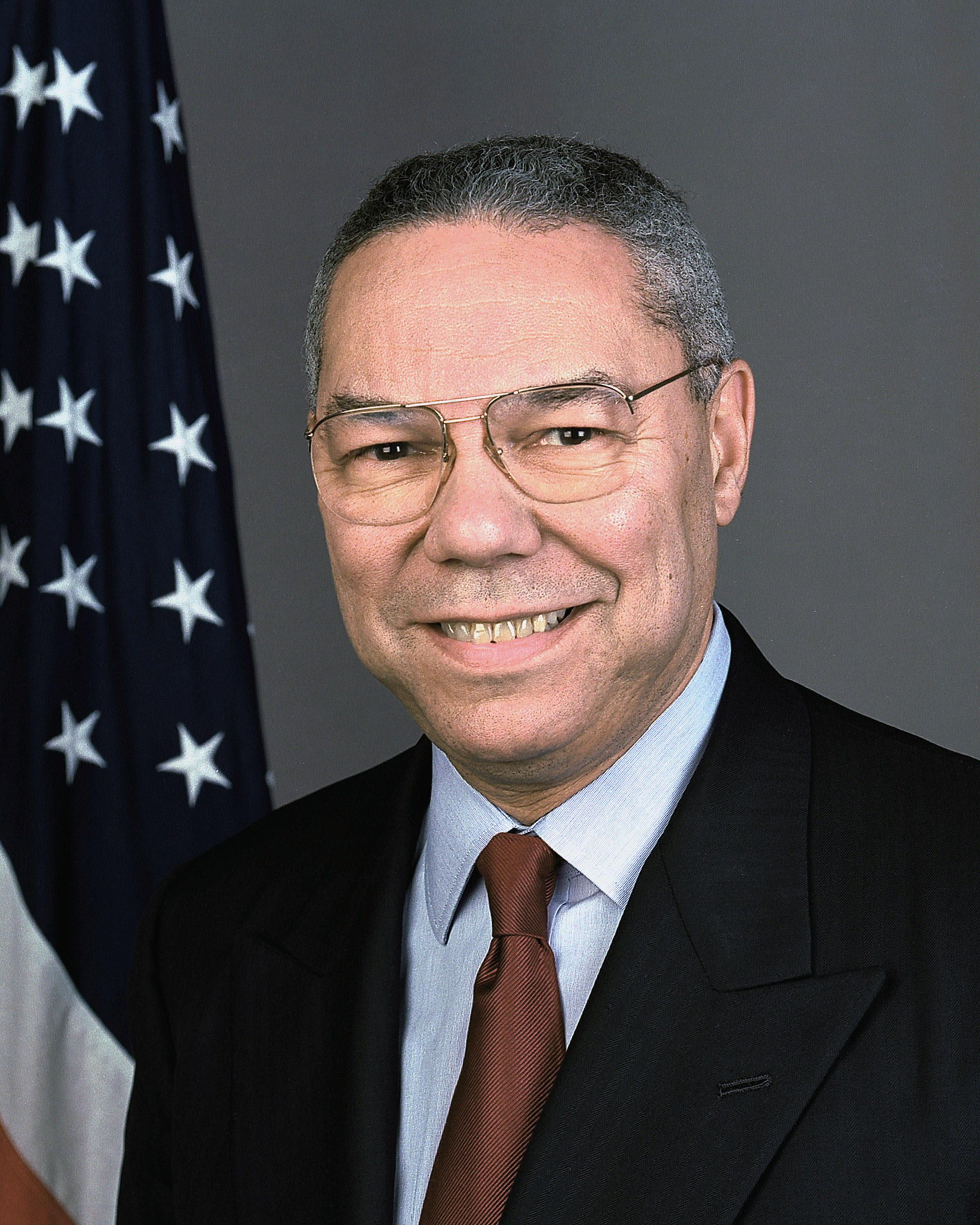
Colin Powell (2001)

Colin Luther Powell (* 5. April 1937 in New York City; † 18. Oktober 2021 in Bethesda, Maryland) war ein US-amerikanischer Offizier und Politiker. Der Vier-Sterne-General der US Army war von 1987 bis 1989 Nationaler Sicherheitsberater und anschließend von 1989 bis 1993 Vorsitzender der Joint Chiefs of Staff. Nach seiner Pensionierung ging er in die Politik und war in der ersten Amtszeit von US-Präsident George W. Bush (2001–2005) Außenminister der Vereinigten Staaten. Von 1995 bis Januar 2021 war er Mitglied der Republikanischen Partei.

## Leben

### Jugend
Colin Powell war das jüngere von zwei Kindern von Maud Ariel McKoy und Luther Powell, einem Immigrantenpaar aus Jamaika. Sein Vater war Lagerarbeiter, seine Mutter war Näherin in einer Textilfabrik. Er wuchs in New York in einem afroamerikanisch dominierten Stadtviertel, der Bronx, auf. Powell besuchte öffentliche Schulen und studierte an der City University of New York Geologie. Danach meldete er sich zum Reserve Officer Training Corps und absolvierte als Soldat den Masterstudiengang in Betriebswirtschaftslehre an der George Washington University.

### Militärische Laufbahn

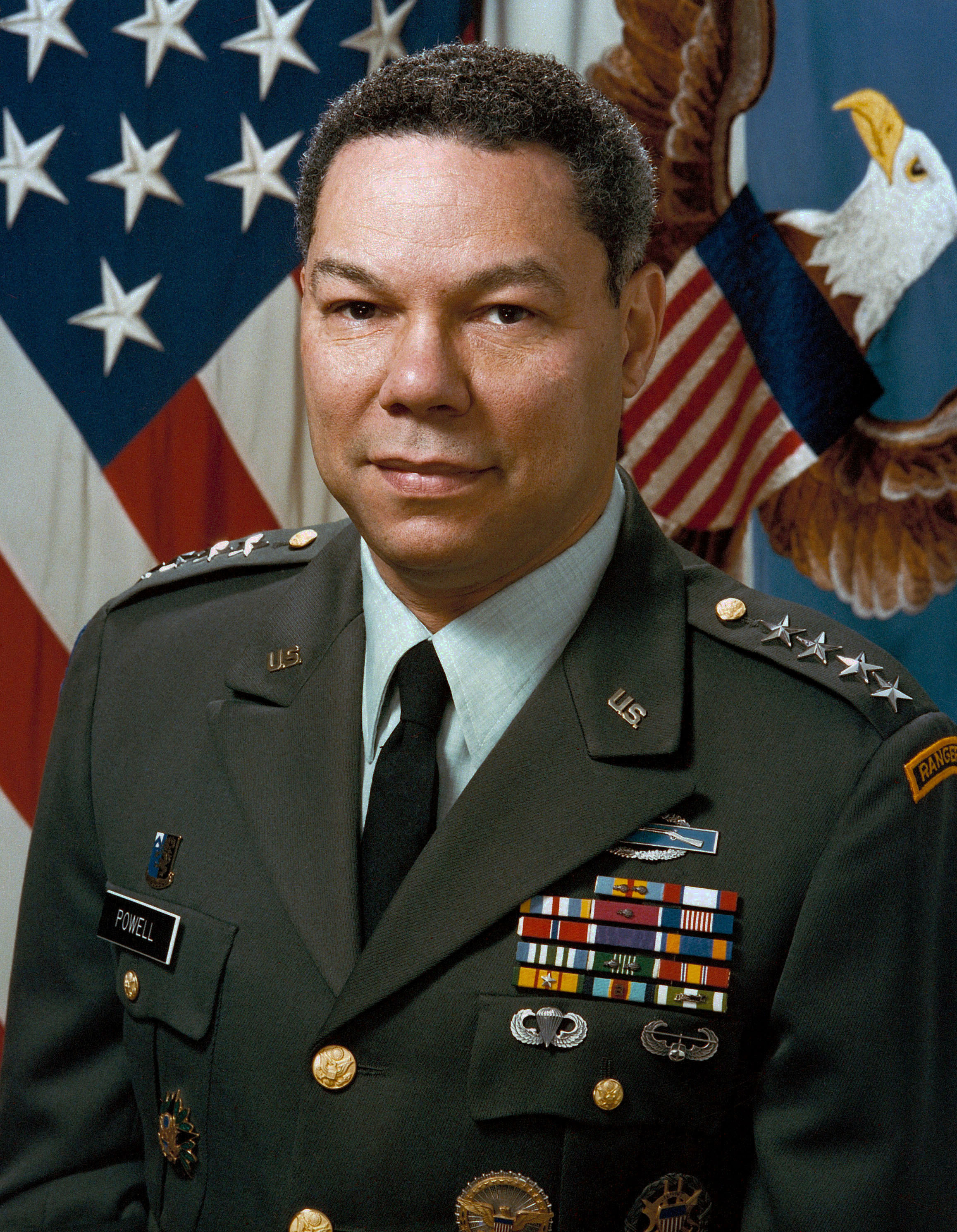
Colin Powell als Vorsitzender der Joint Chiefs of Staff (1989)

Seine Ausbildung zum Offizier schloss er 1958 ab und wurde Second Lieutenant bei der US Army. 1962 heiratete er Alma Vivian Johnson (1937–2024). Aus der Verbindung gingen drei Kinder hervor. Zunächst bei der 3. US-Panzerdivision in Gelnhausen, Deutschland, wurde er 1962/63 im Vietnamkrieg eingesetzt und dabei verwundet. 1963 bekam er die Auszeichnung Purple Heart. 1968 kehrte er nach Vietnam zurück und befehligte als stellvertretender Kommandeur ein Bataillon der Infanterie. Seine Einheit war vor seinem Einsatz für das Massaker von Mỹ Lai verantwortlich, bei dem US-Soldaten 504 vietnamesische Zivilisten ermordeten.
1972 wurde er nach Washington versetzt. Ab 1977 arbeitete er im Büro des Verteidigungsministers. Von 1979 bis 1981 diente er als Senior Military Assistant von Verteidigungsminister Harold Brown und von 1983 bis 1986 war er als Militärberater für das Verteidigungsministerium unter Caspar Weinberger tätig. 1986 wurde Colin Powell zum Lieutenant General befördert. Er bekam das Kommando über das V. US-Armeekorps in der Bundesrepublik Deutschland. Diese Funktion hatte er bis 1987 inne. Im Januar 1987 wurde er als erster schwarzer US-Amerikaner zunächst stellvertretender US-Sicherheitsberater des Weißen Hauses. Nachdem der bisherige Nationale Sicherheitsberater Frank Carlucci  Verteidigungsminister geworden war, ernannte US-Präsident Ronald Reagan Powell am 5. November 1987 zu dessen Nachfolger.
In diesem Amt wirkte er an den Abrüstungsverhandlungen mit der Sowjetunion mit. In dieser Zeit wurde er auch zum General befördert. Am 4. April 1989 übernahm er unter Präsident George Bush das Kommando über das United States Army Forces Command eines von drei Heereskommandos und ein Major Command der US Army. Im August 1989 wurde er vom Präsidenten zum Vorsitzenden der Vereinigten Stabschefs (Chairman of the Joint Chiefs of Staff, kurz CJCS) berufen. Colin Powell war nicht nur der erste Afroamerikaner in dieser Position, sondern auch der erste CJCS, der das Reserve Officer Training Corps durchlaufen hatte. Im gleichen Jahr unterstützte er die US-Invasion in Panama und beteiligte sich 1990 an den Vorbereitungen zum Golfkrieg (Desert Storm). 1993 zog er sich ins Privatleben zurück.
1997 gründete er die Hilfsorganisation America’s Promise – The Alliance for Youth für sozialschwache Kinder in den USA.

### Politische Karriere
Am 16. Dezember 2000 gab der gewählte Präsident George W. Bush bekannt, Colin Powell zum neuen Außenminister ernennen zu wollen; seine Berufung erfolgte dann im Januar 2001. Der als gemäßigt geltende Powell wurde im Kabinett der Bush-Regierung als Gegenspieler des Verteidigungsministers Donald Rumsfeld gesehen. Im Sommer 2002 kam es zu offenen Differenzen in der Irak-Frage. Letztlich unterstützte Powell jedoch den US-Angriff auf den Irak im März 2003. Am 5. Februar 2003 folgte Powells denkwürdiger Auftritt vor dem Weltsicherheitsrat der Vereinten Nationen. Powell plädierte für den Sturz Saddam Husseins, da dieser im Besitz von Massenvernichtungswaffen sei. Im September 2005 bedauerte Powell in einem ABC-Fernsehinterview diese Rede, in der er den Weltsicherheitsrat mit später als falsch erkannten Tatsachenbehauptungen von der Notwendigkeit des Irak-Kriegs hatte überzeugen wollen, und bezeichnete sie als einen „Schandfleck“ in seiner Karriere.

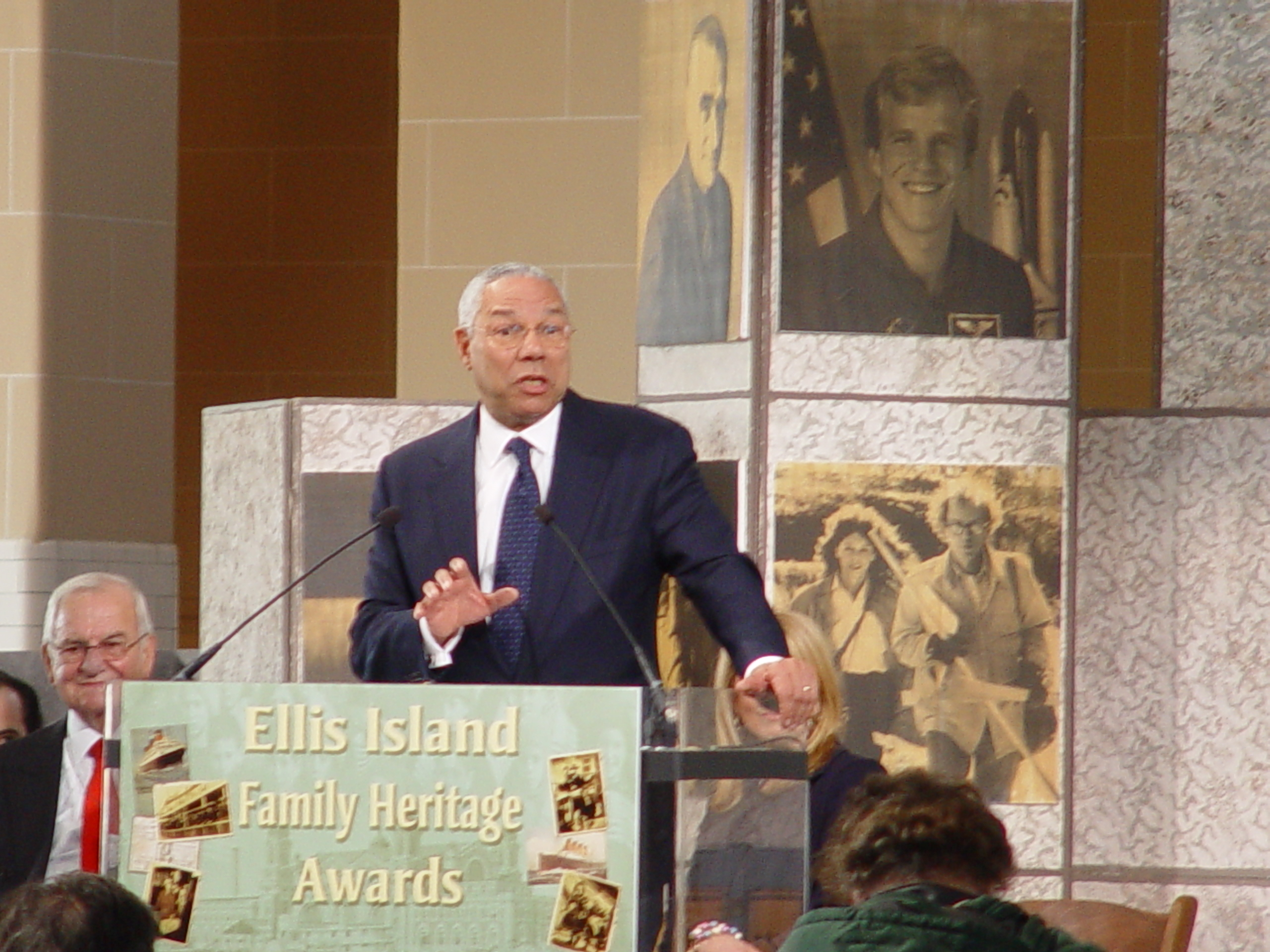
Colin Powell bei der Verleihung des Ellis Island Family Heritage Awards

Auch bezüglich der Nachkriegsordnung des Iraks gab es massive Differenzen zwischen dem State Department unter Colin Powell und dem Verteidigungsministerium der Vereinigten Staaten unter Donald Rumsfeld. Colin Powell verkündete, sich nach der ersten Amtszeit von US-Präsident George W. Bush aus dem politischen Leben zurückzuziehen und für eine zweite Amtszeit als Außenminister nicht mehr zur Verfügung zu stehen. Dies wurde als Indiz für einen Machtzuwachs seines Hauptkontrahenten Donald Rumsfeld und eine Stärkung der Hardliner in der US-Regierung gewertet.
Am 15. November 2004, knapp zwei Wochen nach den US-Präsidentschaftswahlen 2004, reichte Colin Powell tatsächlich seinen Rücktritt vom Posten des Außenministers ein. Regierungen in aller Welt bedauerten Powells Rücktritt, da dieser als moderate Figur innerhalb der Bush-Regierung galt. Sein Amt übernahm am 28. Januar 2005 die bisherige Beraterin für nationale Sicherheit, Condoleezza Rice.

### Leben nach dem Staatsdienst
Im Juli 2005 stieg Powell als Partner bei der kalifornischen Beteiligungsgesellschaft Kleiner Perkins Caufield & Byers (KPCB) ein, einer der bekanntesten Risikokapital-Finanzierer, die beispielsweise den Aufstieg der Internetunternehmen Google und Amazon.com mitfinanziert hatte.
Im Oktober 2008 erklärte Powell in der Fernsehsendung Meet the Press, dass er im Präsidentschaftswahlkampf 2008 den Demokraten Barack Obama unterstützen werde. Er kritisierte bei dieser Gelegenheit auch den Rechtsruck der Republikanischen Partei unter ihrem Kandidaten John McCain. Im Vorfeld des Präsidentschaftswahlkampfes 2012 unterstützte er erneut Obama. Nach dessen Wiederwahl kritisierte er die Republikanische Partei erneut.
Powell nannte den damaligen Präsidentschaftskandidaten und späteren Präsidenten Donald Trump in einer geleakten E-Mail eine „nationale Schande“. Die von Trump unterstützte Bewegung, die behauptete, bei Barack Obama handele es sich gar nicht um einen „richtigen Amerikaner“, nannte Powell rassistisch. Bei den Präsidentschaftswahlen 2020 unterstützte Powell wiederum den Kandidaten der Demokratischen Partei, Joe Biden. Nach dem Sturm auf das Kapitol in Washington im Januar 2021 trat er aus der Republikanischen Partei aus.
Powell hatte aufgrund seiner Krebserkrankung (Multiples Myelom) eine eingeschränkte Immunabwehr, zusätzlich litt er an Parkinson. Er starb im Oktober 2021 im Walter-Reed-Militärkrankenhaus im Alter von 84 Jahren an den Folgen der Infektionskrankheit COVID-19. Nach Angaben seiner Familie war er vollständig geimpft.

## Politische Positionen
Powell vertrat in gesellschaftspolitischen Themen bereits vor seinem Austritt oft von der stetig nach rechts rückenden Parteilinie der Republikaner abweichende Ansichten. So sprach er sich für die gleichgeschlechtliche Ehe aus und forderte eine liberale Einwanderungsreform. Powell unterstützte auch Barack Obama. Er räumte zudem ein, dass er den Irakkrieg von 2003 bereue. Nachdem etwa Präsident George W. Bush nach Kriegsbeginn sagte, er schlafe dennoch wie ein Baby, entgegnete Powell: „Ich schlafe auch wie ein Baby. Alle zwei Stunden wache ich auf und schreie.“

## Ehrungen
Am 23. April 1991 erhielt er die Congressional Gold Medal. Am 30. September 1993 erhielt er die Presidential Medal of Freedom (die Freiheitsmedaille des Präsidenten). Diese Medaillen sind die beiden höchsten zivilen Auszeichnungen der USA. Ferner erhielt er 1991 die Spingarn Medal. Er wurde 1998 in die American Philosophical Society und 2009 in die American Academy of Arts and Sciences gewählt.
Auswahl der Dekorationen, sortiert in Anlehnung der Order of Precedence of Military Awards:
- Presidential Medal of Freedom (2 ×), beim zweiten Mal „with distinction“
- Presidential Citizens Medal
- Defense Distinguished Service Medal (4 ×)
- Army Distinguished Service Medal (2 ×)
- Defense Superior Service Medal
- Legion of Merit (2 ×)
- Soldier’s Medal
- Bronze Star
- Purple Heart
- Air Medal
- Joint Service Commendation Medal
- Army Commendation Medal (3 ×)
- National Defense Service Medal (3 ×)
- Vietnam Service Medal (2 ×)
- Honorary Knight Commander des Order of the Bath
- Großkreuz der Ehrenlegion
- Order of Jamaica
- Verdienstorden der Bundesrepublik Deutschland (Ausprägung unbekannt)
- Großoffizier des Sterns von Rumänien
- Verdienstkreuz der Kanadischen Streitkräfte

## Schriften
- Mein Weg. Piper, München [u. a.] 1995, ISBN 3-492-03836-0 (Original: My American Journey, Ballantine Books (Reprint 1996), 978-0345407283)
- A Soldier’s Way: An Autobiography. Arrow Books; 2nd Revised edition 2001. ISBN 978-0-09-943993-6.
- Leadership. Lehren, die mich durchs Leben führten. Hoffmann und Campe, Hamburg 2013, ISBN 978-3-455-50290-9[21]